# دانيلي جاسباريتو
دانيلي جاسباريتو (بالإيطالية: Daniele Gasparetto)‏ (6 أبريل 1988 في إيطاليا - ) هو لاعب كرة قدم إيطالي في مركز الدفاع. شارك مع منتخب إيطاليا تحت 18 سنة لكرة القدم ومنتخب إيطاليا تحت 19 سنة لكرة القدم ومنتخب إيطاليا تحت 20 سنة لكرة القدم. أما مع النوادي، فقد لعب مع أتالانتا ونادي بادوفا ونادي سبال ونادي سيتاديلا ونادي لنيانو ونادي مودينا.

## روابط خارجية
- دانيلي جاسباريتو على موقع قاعدة بيانات كرة القدم.إي يو (الإنجليزية)
- دانيلي جاسباريتو على موقع Soccerway.com (الإنجليزية)
- دانيلي جاسباريتو على موقع عالم كرة القدم.نت (الإنجليزية)